# Клаус-Юрґен Ґрюнке
Клаус-Юрґен Ґрюнке (нім. Klaus-Jürgen Grünke, 30 березня 1951) — німецький велогонщик.
Олімпійський чемпіон 1976 року в гіті на 1000 м.